# Coupe du Japon de football 2021
Navigation
Édition précédente Édition suivante
La Coupe du Japon de football 2021 est la 101e édition de la Coupe du Japon, une compétition à élimination directe mettant aux prises des clubs de football amateurs et professionnels à travers le Japon. Elle est organisée par la Fédération japonaise de football (JFA). Le vainqueur de cette compétition se qualifie pour la Ligue des champions de l'AFC 2022, accompagné des trois meilleures équipes du championnat.

## Calendrier
Les clubs participants rentrent suivant leur niveau tout au long de la compétition. Au total, 90 clubs participent à cette édition.
| Tour | Nom              | Dates                      | Équipes participantes | Équipes gagnantes |
| Entrée de 4 clubs de la clubs de la J2 League 2021 : Ehime FC, Renofa Yamaguchi, Blaublitz Akita, SC Sagamihara 1 équipe amateur tête de série Verspah Oita 47 vainqueurs de coupe préfectorale |                  |                            |                       |                   |
| 1 | Premier Tour     | samedi 22, dimanche 23 mai | 52                    | 26                |
| 20 J1 League 2021 18 J2 League 2021 |                  |                            |                       |                   |
| 2 | Deuxième Tour    | mercredi 9 juin            | 64                    | 32                |
| 3 | Troisième Tour   | mercredi 7 juillet         | 32                    | 16                |
| 4 | Quatrième Tour   | mercredi 18 août           | 16                    | 8                 |
| 5 | Quarts de finale | mercredi 27 octobre        | 8                     | 4                 |
| 6 | Demi-finales     | dimanche 12 décembre       | 4                     | 2                 |
| 7 | Finale           | dimanche 19 décembre       | 2                     | 1                 |

## Résultats

### Premier tour
| Match 1                     | AC Nagano Parceiro (3)                                 | 3 - 1                 | Niigata University of Health & Welfare FC (5) | Stade du parc des sports de Minami, Nagano |                                         |
| 22 mai 2021 13h00 UTC+09:00 | Masaki Miyasaka 73e · Mizutani 99e · Tsubasa Sano 116e | (0 - 0, 1 - 1, 2 - 1) | 90e Maruyama                                  | Spectateurs : 870 Arbitrage : Yu Tezuka    | Spectateurs : 870 Arbitrage : Yu Tezuka |
| 22 mai 2021 13h00 UTC+09:00 | Morikawa 36e                                           | Rapport               | 78e Imai                                      | Spectateurs : 870 Arbitrage : Yu Tezuka    | Spectateurs : 870 Arbitrage : Yu Tezuka |

| Match 2                     | Fukuyama City (6)             | 2 - 1   | Matsue City (4) | Edion Stadium Hiroshima No. 1 Field, Hiroshima |                                         |
| 23 mai 2021 13h00 UTC+09:00 | Takahashi 59e · Taguchi 90+4e | (0 - 0) | 83e Hotta       | Spectateurs : 0 Arbitrage : Kakuro Hori        | Spectateurs : 0 Arbitrage : Kakuro Hori |
| 23 mai 2021 13h00 UTC+09:00 | Rapport                       |         |                 | Spectateurs : 0 Arbitrage : Kakuro Hori        | Spectateurs : 0 Arbitrage : Kakuro Hori |

| Match 3                     | Iwate Grulla Morioka (3) | 13 - 0  | Oyama SC (6) | Iwagin Stadium, Morioka                      |                                              |
| 23 mai 2021 13h00 UTC+09:00 | Yomesaka 14e · Han 20e · Bismarck 34e · Otabo 36e 68e · Tabira 40e · Brennel 41e 84e · Takeda 59e · Yamakawa 70e 90+2e · Kurishima 85e · Shikama 90e | (6 - 0) |              | Spectateurs : 220 Arbitrage : Tomoyuki Umeda | Spectateurs : 220 Arbitrage : Tomoyuki Umeda |
| 23 mai 2021 13h00 UTC+09:00 | Yomesaka 45e | Rapport |              | Spectateurs : 220 Arbitrage : Tomoyuki Umeda | Spectateurs : 220 Arbitrage : Tomoyuki Umeda |

| Match 4                     | Arterivo Wakayama (5)                          | 3 - 3                 | Ococias Kyoto AC (5)                           | Stade d'athlétisme Kimiidera, Wakayama      |                                             |
| 22 mai 2021 13h00 UTC+09:00 | Okutsu 31e · Kubo 55e · Nakanishi 73e          | (1 - 2, 3 - 3, 3 - 3) | 15e Enomoto · 20e Inagaki · 86e Hiraishi       | Spectateurs : 318 Arbitrage : Hiroki Murata | Spectateurs : 318 Arbitrage : Hiroki Murata |
| 22 mai 2021 13h00 UTC+09:00 |                                                | Rapport               | 81e Kokubo ·                                   | Spectateurs : 318 Arbitrage : Hiroki Murata | Spectateurs : 318 Arbitrage : Hiroki Murata |
| 22 mai 2021 13h00 UTC+09:00 | Utsugi · Shinohara · Ohkita · Takataki · Shira | Tirs au but 4 - 5     | Enomoto · Hiraishi · Shimizu · Kokubo · Takato | Spectateurs : 318 Arbitrage : Hiroki Murata | Spectateurs : 318 Arbitrage : Hiroki Murata |

| Match 5                     | Renofa Yamaguchi (2)             | 1 - 1                 | Verspah Oita (4)                               | Stade Ishin Me-Life, Yamaguchi                |                                               |
| 22 mai 2021 15h00 UTC+09:00 | Umeki 38e                        | (1 - 1, 1 - 1, 1 - 1) | 30e Nakano                                     | Spectateurs : 1 584 Arbitrage : Tatsuya Sakai | Spectateurs : 1 584 Arbitrage : Tatsuya Sakai |
| 22 mai 2021 15h00 UTC+09:00 | Sawai 120+1e                     | Rapport               | 68e Takahashi · 105+2e Maeda · 119e Nakamura · | Spectateurs : 1 584 Arbitrage : Tatsuya Sakai | Spectateurs : 1 584 Arbitrage : Tatsuya Sakai |
| 22 mai 2021 15h00 UTC+09:00 | Ikegami · Sato · Komatsu · Sawai | Tirs au but 2 - 4     | Maeda · Takahashi · Murata · Nakamura          | Spectateurs : 1 584 Arbitrage : Tatsuya Sakai | Spectateurs : 1 584 Arbitrage : Tatsuya Sakai |

| Match 6                     | FC Gifu (3)               | 0 - 2   | Honda FC (4)                 | Gifu Nagaragawa Medow, Gifu                  |                                              |
| 22 mai 2021 13h00 UTC+09:00 |                           | (0 - 0) | 66e Hachinohe · 90+1e Kodama | Spectateurs : 0 Arbitrage : Shingo Kuniyoshi | Spectateurs : 0 Arbitrage : Shingo Kuniyoshi |
| 22 mai 2021 13h00 UTC+09:00 | Fujitani 68e · Onishi 90e | Rapport |                              | Spectateurs : 0 Arbitrage : Shingo Kuniyoshi | Spectateurs : 0 Arbitrage : Shingo Kuniyoshi |

| Match 7                     | Blaublitz Akita (2)                                                       | 1 - 1                 | Hokkaido Tokachi Sky Earth (5)                                                      | Stade Soyu, Akita                            |                                              |
| 23 mai 2021 13h00 UTC+09:00 | Inoue 61e                                                                 | (0 - 1, 1 - 1, 1 - 1) | 36e Nawa                                                                            | Spectateurs : 534 Arbitrage : Keisuke Nobori | Spectateurs : 534 Arbitrage : Keisuke Nobori |
| 23 mai 2021 13h00 UTC+09:00 |                                                                           | Rapport               | 53e Kawamoto · 114e Ryuta ·                                                         | Spectateurs : 534 Arbitrage : Keisuke Nobori | Spectateurs : 534 Arbitrage : Keisuke Nobori |
| 23 mai 2021 13h00 UTC+09:00 | Mikami · Yamada · Fukoin · Take · Yoshida · Aochima · Aiba · Suzuki · Lio | Tirs au but 8 - 9     | Yamashita · Tanaka · Nagasaka · Kizawa · Nawa · Watanabe · Takagi · Sato · Kawamoto | Spectateurs : 534 Arbitrage : Keisuke Nobori | Spectateurs : 534 Arbitrage : Keisuke Nobori |

| Match 8                     | Gainare Tottori (3)                 | 4 - 1   | FC Tokushima (5)                | Stade des oiseaux de l'Axe, Tottori     |                                         |
| 23 mai 2021 13h00 UTC+09:00 | Arai 43e · Okubo 68e 81e · Kani 77e | (1 - 0) | 90e Fujiyama                    | Spectateurs : 0 Arbitrage : Hiroki Tani | Spectateurs : 0 Arbitrage : Hiroki Tani |
| 23 mai 2021 13h00 UTC+09:00 | Fujiwara 44e · Sese 57e             | Rapport | 18e Matsumoto · , 90+1e Shimoda | Spectateurs : 0 Arbitrage : Hiroki Tani | Spectateurs : 0 Arbitrage : Hiroki Tani |

| Match 9                     | Roasso Kumamoto (3)                     | 3 - 0   | Université Nippon Bunri | Stade Egao Kenkō, Kumamoto                 |                                            |
| 22 mai 2021 11h00 UTC+09:00 | Kawahara 32e · Ito 70e · Iwashita 90+2e | (1 - 0) |                         | Spectateurs : 0 Arbitrage : Akinori Matsuo | Spectateurs : 0 Arbitrage : Akinori Matsuo |
| 22 mai 2021 11h00 UTC+09:00 | Rapport                                 |         |                         | Spectateurs : 0 Arbitrage : Akinori Matsuo | Spectateurs : 0 Arbitrage : Akinori Matsuo |

| Match 10                    | Kagoshima United (3)                                  | 4 - 0   | MD Nagasaki (5) | Stade d'athlétisme Kaseda Athletic Park, Minamisatsuma |                                             |
| 23 mai 2021 13h00 UTC+09:00 | Yamamoto 40e · Yonezawa 79e · Ishizu 83e · Yamaya 88e | (1 - 0) |                 | Spectateurs : 0 Arbitrage : Kazuya Miyahara            | Spectateurs : 0 Arbitrage : Kazuya Miyahara |
| 23 mai 2021 13h00 UTC+09:00 | Rapport                                               |         |                 | Spectateurs : 0 Arbitrage : Kazuya Miyahara            | Spectateurs : 0 Arbitrage : Kazuya Miyahara |

| Match 11                    | Université Ryūtsū Keizai | 2 - 3   | YSCC Yokohama (3)            | Stade de la ville d'Hitachinaka, Hitachinaka |                                             |
| 22 mai 2021 13h00 UTC+09:00 | Yasui 22e · Izumi 70e    | (1 - 1) | 25e 46e Dodate · 80e Charles | Spectateurs : 335 Arbitrage : Koki Yasukawa  | Spectateurs : 335 Arbitrage : Koki Yasukawa |
| 22 mai 2021 13h00 UTC+09:00 |                          | Rapport | 21e Miyauchi                 | Spectateurs : 335 Arbitrage : Koki Yasukawa  | Spectateurs : 335 Arbitrage : Koki Yasukawa |

| Match 12                    | Iwaki FC (4)                   | 2 - 2                 | Sony Sendai (4)                      | Stade Iwaki Greenfield, Iwaki               |                                             |
| 22 mai 2021 13h00 UTC+09:00 | Hidaka 85e · Tanimura 115e     | (0 - 0, 1 - 1, 1 - 2) | 90+3e Hirata · 101e Sato             | Spectateurs : 708 Arbitrage : Tomokazu Sato | Spectateurs : 708 Arbitrage : Tomokazu Sato |
| 22 mai 2021 13h00 UTC+09:00 | Vasquez 93e · Hidaka 112e      | Rapport               |                                      | Spectateurs : 708 Arbitrage : Tomokazu Sato | Spectateurs : 708 Arbitrage : Tomokazu Sato |
| 22 mai 2021 13h00 UTC+09:00 | Sakata · Vasquez Hidaka · Saga | Tirs au but 2 - 4     | Ishigami · Sato · Fujiwara · Ogihara | Spectateurs : 708 Arbitrage : Tomokazu Sato | Spectateurs : 708 Arbitrage : Tomokazu Sato |

| Match 13                    | Université de Fukuoka | 1 - 3                 | Okinawa SV (5)                           | Stade Best Denki, Fukuoka                   |                                             |
| 23 mai 2021 13h00 UTC+09:00 | Hojo 15e              | (1 - 0, 1 - 1, 1 - 3) | 47e Shouji · 92e Sugiyama · 105+1e Akagi | Spectateurs : 282 Arbitrage : Shinya Sasaki | Spectateurs : 282 Arbitrage : Shinya Sasaki |
| 23 mai 2021 13h00 UTC+09:00 | Okawa 80e · Ito 84e   | Rapport               | 33e Oshiro                               | Spectateurs : 282 Arbitrage : Shinya Sasaki | Spectateurs : 282 Arbitrage : Shinya Sasaki |

| Match 14                    | Biwako Seikei Sport College | 0 - 2   | Université Kwansei Gakuin | Stade d'athlétisme de Higashiomi, Higashiōmi     |                                                  |
| 23 mai 2021 13h00 UTC+09:00 |                             | (0 - 1) | 45+1e Masui · 59e Yamami  | Spectateurs : 242 Arbitrage : Yasuyuki Matsumoto | Spectateurs : 242 Arbitrage : Yasuyuki Matsumoto |
| 23 mai 2021 13h00 UTC+09:00 | Rapport                     |         |                           | Spectateurs : 242 Arbitrage : Yasuyuki Matsumoto | Spectateurs : 242 Arbitrage : Yasuyuki Matsumoto |

| Match 15                    | Vanraure Hachinohe (3) | 13 - 0  | Saruta Kōgyō SC (5) | Stade Prifoods, Hachinohe                |                                          |
| 23 mai 2021 13h00 UTC+09:00 | Shimada 2e 29e · Kamigata 4e 20e · Tsuboi 11e · Kuroishi 26e · Aida 47e 56e · Harayama 59e · Akiyoshi 63e 89e · Oka 71e · Yuki 82e | (6 - 0) |                     | Spectateurs : 379 Arbitrage : Kei Suzuki | Spectateurs : 379 Arbitrage : Kei Suzuki |
| 23 mai 2021 13h00 UTC+09:00 | Harayama 55e | Rapport |                     | Spectateurs : 379 Arbitrage : Kei Suzuki | Spectateurs : 379 Arbitrage : Kei Suzuki |

| Match 16                    | Porvenir Asuka (5) | 0 - 2   | FC Osaka (4)                | Stade d'athlétisme de Konoike, Nara          |                                              |
| 23 mai 2021 13h00 UTC+09:00 |                    | (0 - 0) | 65e Saito · 90+3e Takahashi | Spectateurs : 410 Arbitrage : Koji Takahashi | Spectateurs : 410 Arbitrage : Koji Takahashi |
| 23 mai 2021 13h00 UTC+09:00 | Rapport            |         |                             | Spectateurs : 410 Arbitrage : Koji Takahashi | Spectateurs : 410 Arbitrage : Koji Takahashi |

| Match 17                    | Tochigi City (5)                                                        | 9 - 0   | Nirasaki Astros (7) | Stade vert de Tochigi, Utsunomiya         |                                           |
| 26 mai 2021 19h00 UTC+09:00 | Mikuni 3e 41e 79e · Atsushi 5e 14e · Hayato 53e 64e 68e · Yamashita 89e | (4 - 0) |                     | Spectateurs : 266 Arbitrage : Taku Nagaya | Spectateurs : 266 Arbitrage : Taku Nagaya |
| 26 mai 2021 19h00 UTC+09:00 | Rapport                                                                 |         |                     | Spectateurs : 266 Arbitrage : Taku Nagaya | Spectateurs : 266 Arbitrage : Taku Nagaya |

| Match 18                    | Ehime FC (2) | 1 - 2   | FC Imabari (3)            | Stade Ningineer, Matsuyama                        |                                                   |
| 22 mai 2021 12h00 UTC+09:00 | Kawamura 35e | (1 - 1) | 14e Valdemar · 55e Komano | Spectateurs : 1 552 Arbitrage : Yoshimi Yamashita | Spectateurs : 1 552 Arbitrage : Yoshimi Yamashita |
| 22 mai 2021 12h00 UTC+09:00 |              | Rapport | 36e Toya                  | Spectateurs : 1 552 Arbitrage : Yoshimi Yamashita | Spectateurs : 1 552 Arbitrage : Yoshimi Yamashita |

| Match 19                    | Kataller Toyama (3)                                                                                   | 8 - 0   | FC Hokuriku (5) | Takaoka Sports Core, Takaoka                |                                             |
| 23 mai 2021 13h00 UTC+09:00 | Himeno 32e · Todaka 44e · Suzuki 55e 77e · Sasaki 63e · Matsuoka 72e · Otoizumi 86e · Takahashi 90+3e | (2 - 0) |                 | Spectateurs : 843 Arbitrage : Masakazu Kato | Spectateurs : 843 Arbitrage : Masakazu Kato |
| 23 mai 2021 13h00 UTC+09:00 | Usui 22e                                                                                              | Rapport |                 | Spectateurs : 843 Arbitrage : Masakazu Kato | Spectateurs : 843 Arbitrage : Masakazu Kato |

| Match 20                    | SC Sagamihara (2)                   | 3 - 1   | Université Komazawa | Stade du gaz de citron Hiratsuka, Hiratsuka       |                                                   |
| 22 mai 2021 13h00 UTC+09:00 | Wada 5e · Yuri 53e · Nakayama 90+4e | (1 - 1) | 45+2e Aizawa        | Spectateurs : 614 Arbitrage : Kazuyoshi Karashima | Spectateurs : 614 Arbitrage : Kazuyoshi Karashima |
| 22 mai 2021 13h00 UTC+09:00 | Nakayama 84e · Tada 90+3e           | Rapport |                     | Spectateurs : 614 Arbitrage : Kazuyoshi Karashima | Spectateurs : 614 Arbitrage : Kazuyoshi Karashima |

| Match 21                    | Mitsubishi Mizushima FC (5)            | 3 - 1   | Baleine Shimonoseki (5)                         | Stade des lumières de la ville, Okayama    |                                            |
| 22 mai 2021 13h00 UTC+09:00 | Miyazawa 1re · Yamabe 31e · Ryusei 41e | (3 - 1) | 39e Hieda                                       | Spectateurs : 0 Arbitrage : Yoshihito Hori | Spectateurs : 0 Arbitrage : Yoshihito Hori |
| 22 mai 2021 13h00 UTC+09:00 |                                        | Rapport | 41e Akata · 70e Son · 77e Yonezawa · 80e Tanabe | Spectateurs : 0 Arbitrage : Yoshihito Hori | Spectateurs : 0 Arbitrage : Yoshihito Hori |

| Match 22                    | Suzuka Point Getters (4)                             | 2 - 1   | FC Kariya (4) | Jardin des sports de Mie, Suzuka           |                                            |
| 23 mai 2021 13h00 UTC+09:00 | Tamura 45+2e · Endo 51e                              | (1 - 1) | 3e (csc)      | Spectateurs : 0 Arbitrage : Kenji Wakamiya | Spectateurs : 0 Arbitrage : Kenji Wakamiya |
| 23 mai 2021 13h00 UTC+09:00 | Kikushima 29e · Fujisawa 40e · Tamura 69e · Sato 81e | Rapport | 72e Nakano    | Spectateurs : 0 Arbitrage : Kenji Wakamiya | Spectateurs : 0 Arbitrage : Kenji Wakamiya |

| Match 23                    | Kochi United (4) | 1 - 0   | Kamatamare Sanuki (3)        | Stade d'athlétisme de Sukumo, Sukumo        |                                             |
| 23 mai 2021 14h00 UTC+09:00 | Fufii 55e        | (0 - 0) |                              | Spectateurs : 465 Arbitrage : Yusuke Ohashi | Spectateurs : 465 Arbitrage : Yusuke Ohashi |
| 23 mai 2021 14h00 UTC+09:00 |                  | Rapport | 78e Nichino · 90+3e Matsuoka | Spectateurs : 465 Arbitrage : Yusuke Ohashi | Spectateurs : 465 Arbitrage : Yusuke Ohashi |

| Match 24                    | Tonan Maebashi (6) | 1 - 6   | Université Juntendō                                  | Stade de football Gunma Shikishima, Maebashi |                                              |
| 5 juin 2021 13h00 UTC+09:00 | Saito 1re          | (1 - 2) | 13e 17e 61e Kobayashi · 74e Shirai · 83e 90+1e Omori | Spectateurs : 470 Arbitrage : Yoshihito Hori | Spectateurs : 470 Arbitrage : Yoshihito Hori |
| 5 juin 2021 13h00 UTC+09:00 | Sawada 29e, 66e    | Rapport | 37e Ebisawa                                          | Spectateurs : 470 Arbitrage : Yoshihito Hori | Spectateurs : 470 Arbitrage : Yoshihito Hori |

| Match 25                    | Honda Lock SC (4)                                     | 5 - 0   | Kawasoe Club (5) | Stade d'athlétisme de Miyazaki, Miyazaki     |                                              |
| 22 mai 2021 13h00 UTC+09:00 | Oyama 3e · Hasegawa 35e · Hino 44e · Hirohiro 63e 78e | (3 - 0) |                  | Spectateurs : 0 Arbitrage : Toshiki Tomomasa | Spectateurs : 0 Arbitrage : Toshiki Tomomasa |
| 22 mai 2021 13h00 UTC+09:00 | Rapport                                               |         |                  | Spectateurs : 0 Arbitrage : Toshiki Tomomasa | Spectateurs : 0 Arbitrage : Toshiki Tomomasa |

| Match 26                    | Fukui United (5)      | 2 - 1   | Aventura Kawaguchi (6) | Stade Technoport Fukui, Sakai             |                                           |
| 23 mai 2021 13h00 UTC+09:00 | Nonaka 61e · Onda 78e | (0 - 1) | 41e (csc)              | Spectateurs : 358 Arbitrage : Kenya Ohara | Spectateurs : 358 Arbitrage : Kenya Ohara |
| 23 mai 2021 13h00 UTC+09:00 | Kimura 75e            | Rapport |                        | Spectateurs : 358 Arbitrage : Kenya Ohara | Spectateurs : 358 Arbitrage : Kenya Ohara |

### Deuxième tour
| Match 27                    | Kawasaki Frontale (1)                           | 1 - 1                 | AC Nagano Parceiro (3)                             | Stade d'athlétisme de Todoroki, Kawasaki     |                                              |
| 9 juin 2021 18h00 UTC+09:00 | Tachibanada 90+1e                               | (0 - 1, 1 - 1, 1 - 1) | 42e Fujiyama                                       | Spectateurs : 4 508 Arbitrage : Keigo Sakida | Spectateurs : 4 508 Arbitrage : Keigo Sakida |
| 9 juin 2021 18h00 UTC+09:00 | Rapport                                         |                       |                                                    | Spectateurs : 4 508 Arbitrage : Keigo Sakida | Spectateurs : 4 508 Arbitrage : Keigo Sakida |
| 9 juin 2021 18h00 UTC+09:00 | Kobayashi · Yamamura · Kurumaya · Tono · Ienaga | Tirs au but 4 - 3     | Fujiyama · Mizutani · Azuma · Yamamoto · Yoshimura | Spectateurs : 4 508 Arbitrage : Keigo Sakida | Spectateurs : 4 508 Arbitrage : Keigo Sakida |

| Match 28                    | JEF United Ichihara Chiba (2) | 1 - 0   | Omiya Ardija (2) | Arène Fukuda Denshi, Chiba                      |                                                 |
| 9 juin 2021 18h00 UTC+09:00 | Jang 77e                      | (0 - 0) |                  | Spectateurs : 1 635 Arbitrage : Ryosuke Yamaoka | Spectateurs : 1 635 Arbitrage : Ryosuke Yamaoka |
| 9 juin 2021 18h00 UTC+09:00 | Rapport                       |         |                  | Spectateurs : 1 635 Arbitrage : Ryosuke Yamaoka | Spectateurs : 1 635 Arbitrage : Ryosuke Yamaoka |

| Match 29                    | Shimizu S-Pulse (1) | 1 - 0   | Fukuyama City (6) | Stade du parc Nihondaira, Shizuoka              |                                                 |
| 9 juin 2021 18h00 UTC+09:00 | Hara 90+2e          | (0 - 0) |                   | Spectateurs : 1 831 Arbitrage : Tetsuro Yoshida | Spectateurs : 1 831 Arbitrage : Tetsuro Yoshida |
| 9 juin 2021 18h00 UTC+09:00 | Miyamoto 16e        | Rapport | 79e Yoshii        | Spectateurs : 1 831 Arbitrage : Tetsuro Yoshida | Spectateurs : 1 831 Arbitrage : Tetsuro Yoshida |

| Match 30                    | Vegalta Sendai (1) | 0 - 1   | Iwate Grulla Morioka (3) | Stade de Sendai, Sendai                          |                                                  |
| 9 juin 2021 19h00 UTC+09:00 |                    | (0 - 1) | 2e Han                   | Spectateurs : 2 551 Arbitrage : Shoichiro Mikami | Spectateurs : 2 551 Arbitrage : Shoichiro Mikami |
| 9 juin 2021 19h00 UTC+09:00 | Rapport            |         |                          | Spectateurs : 2 551 Arbitrage : Shoichiro Mikami | Spectateurs : 2 551 Arbitrage : Shoichiro Mikami |

| Match 31                     | Sanfrecce Hiroshima (1) | 1 - 5   | Ococias Kyoto AC (5)                                     | Grande Arche d'Hiroshima, Hiroshima             |                                                 |
| 16 juin 2021 19h00 UTC+09:00 | Shibasaki 45+1e         | (1 - 2) | 28e Aoto · 38e 77e Takahashi · 80e Hayashi · 89e Ibrahim | Spectateurs : 1 114 Arbitrage : Tetsuro Yoshida | Spectateurs : 1 114 Arbitrage : Tetsuro Yoshida |
| 16 juin 2021 19h00 UTC+09:00 |                         | Rapport | 49e Enomoto                                              | Spectateurs : 1 114 Arbitrage : Tetsuro Yoshida | Spectateurs : 1 114 Arbitrage : Tetsuro Yoshida |

| Match 32                    | Montedio Yamagata (2) | 1 - 2   | Verspah Oita (4) | Stade du parc Yamagata, Tendō                 |                                               |
| 9 juin 2021 19h00 UTC+09:00 | Matsumoto 16e         | (1 - 0) | 45e 49e Tone     | Spectateurs : 1 809 Arbitrage : Toru Kakinuma | Spectateurs : 1 809 Arbitrage : Toru Kakinuma |
| 9 juin 2021 19h00 UTC+09:00 | Rapport               |         |                  | Spectateurs : 1 809 Arbitrage : Toru Kakinuma | Spectateurs : 1 809 Arbitrage : Toru Kakinuma |

| Match 33                    | Yokohama F. Marinos (1)              | 2 - 2                 | Honda FC (4)                                       | Mitsuzawa Stadium, Yokohama                     |                                                 |
| 9 juin 2021 18h00 UTC+09:00 | Élber 67e · Ceará 102e               | (0 - 1, 1 - 1, 2 - 1) | 28e Kusumoto · 106e Okazaki                        | Spectateurs : 2 804 Arbitrage : Hirokazu Otsubo | Spectateurs : 2 804 Arbitrage : Hirokazu Otsubo |
| 9 juin 2021 18h00 UTC+09:00 |                                      | Rapport               | 74e Kusumoto ·                                     | Spectateurs : 2 804 Arbitrage : Hirokazu Otsubo | Spectateurs : 2 804 Arbitrage : Hirokazu Otsubo |
| 9 juin 2021 18h00 UTC+09:00 | Martins · Bunmathan · Élber · Júnior | Tirs au but 3 - 5     | Okazaki · Suzuki · Horiuchi · Hachinohe · Kawanami | Spectateurs : 2 804 Arbitrage : Hirokazu Otsubo | Spectateurs : 2 804 Arbitrage : Hirokazu Otsubo |

| Match 34                    | Júbilo Iwata (2)                                | 3 - 0   | Hokkaido Tokachi Sky Earth (5) | Stade Yamaha, Iwata                             |                                                 |
| 9 juin 2021 19h00 UTC+09:00 | Ogawa 56e 86e · Miki 71e                        | (0 - 0) |                                | Spectateurs : 1 905 Arbitrage : Akihiko Ikeuchi | Spectateurs : 1 905 Arbitrage : Akihiko Ikeuchi |
| 9 juin 2021 19h00 UTC+09:00 | González 28e · Norimichi Yamamoto 59e · Obu 89e | Rapport |                                | Spectateurs : 1 905 Arbitrage : Akihiko Ikeuchi | Spectateurs : 1 905 Arbitrage : Akihiko Ikeuchi |

| Match 35                    | Cerezo Osaka (1)     | 2 - 0   | Gainare Tottori (3) | Nagai Ball Gall Field, Osaka              |                                           |
| 9 juin 2021 19h00 UTC+09:00 | Okubo 5e · Okuno 28e | (2 - 0) |                     | Spectateurs : 0 Arbitrage : Hajime Matsuo | Spectateurs : 0 Arbitrage : Hajime Matsuo |
| 9 juin 2021 19h00 UTC+09:00 | Okubo 51e            | Rapport |                     | Spectateurs : 0 Arbitrage : Hajime Matsuo | Spectateurs : 0 Arbitrage : Hajime Matsuo |

| Match 36                    | Albirex Niigata (2)                    | 4 - 1   | Zweigen Kanazawa (2) | Stade Denka, Niigata                      |                                           |
| 9 juin 2021 19h00 UTC+09:00 | Tagami 23e · Endo 26e · Yamura 42e 51e | (3 - 0) | 53e Motozuka         | Spectateurs : 3 896 Arbitrage : Yu Fujita | Spectateurs : 3 896 Arbitrage : Yu Fujita |
| 9 juin 2021 19h00 UTC+09:00 | Rapport                                |         |                      | Spectateurs : 3 896 Arbitrage : Yu Fujita | Spectateurs : 3 896 Arbitrage : Yu Fujita |

| Match 37                    | Sagan Tosu (1) | 1 - 0   | Roasso Kumamoto (3) | Stade de Tosu, Tosu                           |                                               |
| 9 juin 2021 19h00 UTC+09:00 | Yamashita 22e  | (1 - 0) |                     | Spectateurs : 3 390 Arbitrage : Dai Matsumoto | Spectateurs : 3 390 Arbitrage : Dai Matsumoto |
| 9 juin 2021 19h00 UTC+09:00 | Sento 58e      | Rapport | 11e Takahashi       | Spectateurs : 3 390 Arbitrage : Dai Matsumoto | Spectateurs : 3 390 Arbitrage : Dai Matsumoto |

| Match 38                    | Avispa Fukuoka (1)                                      | 6 - 0   | Kagoshima United (3)      | Level5 Stadium, Fukuoka                       |                                               |
| 9 juin 2021 18h00 UTC+09:00 | Sugimoto 34e · Croux 66e 75e · Yamagishi 71e (78) 90+1e | (1 - 0) |                           | Spectateurs : 1 224 Arbitrage : Hiromichi Oka | Spectateurs : 1 224 Arbitrage : Hiromichi Oka |
| 9 juin 2021 18h00 UTC+09:00 | Yuzawa 45+4e · Gutiérrez 53e                            | Rapport | 70e Yonezawa · 71e Miyake | Spectateurs : 1 224 Arbitrage : Hiromichi Oka | Spectateurs : 1 224 Arbitrage : Hiromichi Oka |

| Match 39                     | Kashima Antlers (1)                                                 | 8 - 1   | YSCC Yokohama (3) | Stade de Kashima, Kashima                      |                                                |
| 16 juin 2021 19h00 UTC+09:00 | Endo 10e 31e · Everaldo 12e 49e · Matsumura 21e · Ueda 52e (70) 78e | (4 - 0) | 83e Ugochukwu     | Spectateurs : 2 458 Arbitrage : Yudai Yamamoto | Spectateurs : 2 458 Arbitrage : Yudai Yamamoto |
| 16 juin 2021 19h00 UTC+09:00 | Rapport                                                             |         |                   | Spectateurs : 2 458 Arbitrage : Yudai Yamamoto | Spectateurs : 2 458 Arbitrage : Yudai Yamamoto |

| Match 40                    | Tochigi SC (2)            | 2 - 0   | Machida Zelvia (2) | Stade vert de Tochigi, Utsunomiya           |                                             |
| 9 juin 2021 19h00 UTC+09:00 | Matsuoka 15e 36e          | (2 - 0) |                    | Spectateurs : 837 Arbitrage : Koki Nagamine | Spectateurs : 837 Arbitrage : Koki Nagamine |
| 9 juin 2021 19h00 UTC+09:00 | Onodera 86e · Omoya 90+1e | Rapport |                    | Spectateurs : 837 Arbitrage : Koki Nagamine | Spectateurs : 837 Arbitrage : Koki Nagamine |

| Match 41                    | Hokkaido Consadole Sapporo (1)                   | 5 - 3   | Sony Sendai (4)          | Stade Sapporo Atsubetsu, Sapporo                   |                                                    |
| 9 juin 2021 19h00 UTC+09:00 | Ono 14e · Fernandes 16e · Nakashima 22e (28) 84e | (4 - 2) | 7e 16e Uchino · 56e Sato | Spectateurs : 1 637 Arbitrage : Nobutsugu Murakami | Spectateurs : 1 637 Arbitrage : Nobutsugu Murakami |
| 9 juin 2021 19h00 UTC+09:00 | Nakamura 52e                                     | Rapport | 74e Miura                | Spectateurs : 1 637 Arbitrage : Nobutsugu Murakami | Spectateurs : 1 637 Arbitrage : Nobutsugu Murakami |

| Match 42                    | V-Varen Nagasaki (2)     | 2 - 0   | Okinawa SV (5) | Stade Transcosmos Nagasaki, Isahaya           |                                               |
| 9 juin 2021 19h00 UTC+09:00 | Ibarbo 29e · Otake 90e   | (1 - 0) |                | Spectateurs : 1 884 Arbitrage : Yusuke Ohashi | Spectateurs : 1 884 Arbitrage : Yusuke Ohashi |
| 9 juin 2021 19h00 UTC+09:00 | Kato 65e · Satsukida 88e | Rapport |                | Spectateurs : 1 884 Arbitrage : Yusuke Ohashi | Spectateurs : 1 884 Arbitrage : Yusuke Ohashi |

| Match 43                     | Gamba Osaka (1)                     | 3 - 1   | Université Kwansei Gakuin | Stade de football de Suita, Suita            |                                              |
| 16 juin 2021 19h00 UTC+09:00 | Onose 11e · Silva 21e · Patric 87e  | (2 - 0) | 55e Waki                  | Spectateurs : 4 031 Arbitrage : Ryo Tanimoto | Spectateurs : 4 031 Arbitrage : Ryo Tanimoto |
| 16 juin 2021 19h00 UTC+09:00 | Silva 28e · Takao 35e · Usami 90+4e | Rapport |                           | Spectateurs : 4 031 Arbitrage : Ryo Tanimoto | Spectateurs : 4 031 Arbitrage : Ryo Tanimoto |

| Match 44                    | Matsumoto Yamaga FC (2) | 1 - 0   | FC Ryūkyū (2)                                            | Matsumoto Stadium, Matsumoto                  |                                               |
| 9 juin 2021 19h00 UTC+09:00 | Murakoshi 52e           | (0 - 0) |                                                          | Spectateurs : 2 241 Arbitrage : Tomokazu Sato | Spectateurs : 2 241 Arbitrage : Tomokazu Sato |
| 9 juin 2021 19h00 UTC+09:00 |                         | Rapport | 67e Uehara · 80e Murase · 90+5e Tomidokoro · 90+5e Fukui | Spectateurs : 2 241 Arbitrage : Tomokazu Sato | Spectateurs : 2 241 Arbitrage : Tomokazu Sato |

| Match 45                     | Yokohama FC (1) | 1 - 2   | Vanraure Hachinohe (3)     | Mitsuzawa Stadium, Yokohama                  |                                              |
| 16 juin 2021 18h00 UTC+09:00 | Kléber 88e      | (0 - 0) | 63e Shimada · 74e Aida     | Spectateurs : 1 075 Arbitrage : Shu Kawamata | Spectateurs : 1 075 Arbitrage : Shu Kawamata |
| 16 juin 2021 18h00 UTC+09:00 |                 | Rapport | 32e Akamatsu · 90e Itakura | Spectateurs : 1 075 Arbitrage : Shu Kawamata | Spectateurs : 1 075 Arbitrage : Shu Kawamata |

| Match 46                    | Shonan Bellmare (1)                | 0 - 0                 | FC Osaka (4)                                   | Hiratsuka Stadium, Hiratsuka                    |                                                 |
| 9 juin 2021 19h00 UTC+09:00 |                                    | (0 - 0, 0 - 0, 0 - 0) |                                                | Spectateurs : 1 385 Arbitrage : Masaki Tsuruoka | Spectateurs : 1 385 Arbitrage : Masaki Tsuruoka |
| 9 juin 2021 19h00 UTC+09:00 | Hiramatsu 72e                      | Rapport               | 87e Maeda ·                                    | Spectateurs : 1 385 Arbitrage : Masaki Tsuruoka | Spectateurs : 1 385 Arbitrage : Masaki Tsuruoka |
| 9 juin 2021 19h00 UTC+09:00 | Umesaki · Ikeda · Tanaka · Machino | Tirs au but 4 - 3     | Tsukegi · Sakamoto · Tanaka · Kitsui · Iwamoto | Spectateurs : 1 385 Arbitrage : Masaki Tsuruoka | Spectateurs : 1 385 Arbitrage : Masaki Tsuruoka |

| Match 47                    | Kashiwa Reysol (1)                              | 3 - 0   | Tochigi City (5)      | Hitachi Kashiwa Soccer Stadium, Kashiwa      |                                              |
| 9 juin 2021 18h00 UTC+09:00 | Cristiano 19e · Mitsumaru 35e · Angelotti 90+2e | (2 - 0) |                       | Spectateurs : 1 597 Arbitrage : Naoto Uehara | Spectateurs : 1 597 Arbitrage : Naoto Uehara |
| 9 juin 2021 18h00 UTC+09:00 |                                                 | Rapport | 20e Abe · 32e Kohatsu | Spectateurs : 1 597 Arbitrage : Naoto Uehara | Spectateurs : 1 597 Arbitrage : Naoto Uehara |

| Match 48                    | Kyoto Sanga FC (2)       | 3 - 1   | FC Imabari (3) | Nishikyogoku Athletic Stadium, Kyoto            |                                                 |
| 9 juin 2021 19h00 UTC+09:00 | Lee 10e 69e · Kozuki 62e | (1 - 0) | 82e Takei      | Spectateurs : 1 507 Arbitrage : Toshihiro Nakai | Spectateurs : 1 507 Arbitrage : Toshihiro Nakai |
| 9 juin 2021 19h00 UTC+09:00 |                          | Rapport | 8e Tamashiro   | Spectateurs : 1 507 Arbitrage : Toshihiro Nakai | Spectateurs : 1 507 Arbitrage : Toshihiro Nakai |

| Match 49                    | Urawa Red Diamonds (1) | 1 - 0   | Kataller Toyama (3) | Stade Urawa Komaba, Saitama                     |                                                 |
| 9 juin 2021 19h00 UTC+09:00 | Junker 81e             | (0 - 0) |                     | Spectateurs : 4 269 Arbitrage : Hiroki Kasahara | Spectateurs : 4 269 Arbitrage : Hiroki Kasahara |
| 9 juin 2021 19h00 UTC+09:00 | Nishi 66e              | Rapport |                     | Spectateurs : 4 269 Arbitrage : Hiroki Kasahara | Spectateurs : 4 269 Arbitrage : Hiroki Kasahara |

| Match 50                    | Giravanz Kitakyushu (2) | 0 - 1   | SC Sagamihara (2)       | Mikuni World Stadium, Kitakyūshū        |                                         |
| 9 juin 2021 18h00 UTC+09:00 |                         | (0 - 1) | 45+1e Nakayama          | Spectateurs : 837 Arbitrage : Yuki Noda | Spectateurs : 837 Arbitrage : Yuki Noda |
| 9 juin 2021 18h00 UTC+09:00 |                         | Rapport | 26e Ishida · 83e Mamute | Spectateurs : 837 Arbitrage : Yuki Noda | Spectateurs : 837 Arbitrage : Yuki Noda |

| Match 51                    | Nagoya Grampus (1)                                              | 5 - 0   | Mitsubishi Mizushima FC (5) | Stade Gifu Nagaragawa, Gifu                 |                                             |
| 9 juin 2021 18h00 UTC+09:00 | Fujii 36e · Nagasawa 39e (pen.) · Mateus 64e 90+1e · Ishida 89e | (2 - 0) |                             | Spectateurs : 1 886 Arbitrage : Masuya Ueda | Spectateurs : 1 886 Arbitrage : Masuya Ueda |
| 9 juin 2021 18h00 UTC+09:00 | Rapport                                                         |         |                             | Spectateurs : 1 886 Arbitrage : Masuya Ueda | Spectateurs : 1 886 Arbitrage : Masuya Ueda |

| Match 52                     | Tokyo Verdy (2) | 0 - 1   | Fagiano Okayama (2) | Champ Ajinomoto Nishigaoka, Kita-ku               |                                                   |
| 16 juin 2021 18h00 UTC+09:00 |                 | (0 - 0) | 61e Noguchi         | Spectateurs : 1 016 Arbitrage : Yoshimi Yamashita | Spectateurs : 1 016 Arbitrage : Yoshimi Yamashita |
| 16 juin 2021 18h00 UTC+09:00 | Rapport         |         |                     | Spectateurs : 1 016 Arbitrage : Yoshimi Yamashita | Spectateurs : 1 016 Arbitrage : Yoshimi Yamashita |

| Match 53                     | Vissel Kobe (1)                            | 4 - 0   | Suzuka Point Getters (4) | Stade du parc Misaki, Kobe                 |                                            |
| 16 juin 2021 18h00 UTC+09:00 | Tanaka 29e 61e · Kobayashi 49e · Yasui 90e | (1 - 0) |                          | Spectateurs : 1 938 Arbitrage : Reo Tanaka | Spectateurs : 1 938 Arbitrage : Reo Tanaka |
| 16 juin 2021 18h00 UTC+09:00 |                                            | Rapport | 56e Sato · 67e Tamura    | Spectateurs : 1 938 Arbitrage : Reo Tanaka | Spectateurs : 1 938 Arbitrage : Reo Tanaka |

| Match 54                    | Tokushima Vortis (1)  | 2 - 1   | Kochi United (4) | Stade Pocarisweat, Naruto                 |                                           |
| 9 juin 2021 19h00 UTC+09:00 | Iwao 4e · 45+1e (csc) | (2 - 0) | 52e Shimodo      | Spectateurs : 1 395 Arbitrage : Koei Koya | Spectateurs : 1 395 Arbitrage : Koei Koya |
| 9 juin 2021 19h00 UTC+09:00 | Rapport               |         |                  | Spectateurs : 1 395 Arbitrage : Koei Koya | Spectateurs : 1 395 Arbitrage : Koei Koya |

| Match 55                    | FC Tokyo (1) | 1 - 2 a. p.           | Université Juntendō           | Champ Ajinomoto Nishigaoka, Tokyo            |                                              |
| 9 juin 2021 18h00 UTC+09:00 | Nagai 8e     | (1 - 0, 1 - 1, 1 - 2) | 88e Shirai · 105+2e Kobayashi | Spectateurs : 1 682 Arbitrage : Takuto Okabe | Spectateurs : 1 682 Arbitrage : Takuto Okabe |
| 9 juin 2021 18h00 UTC+09:00 | Shinada 106e | Rapport               |                               | Spectateurs : 1 682 Arbitrage : Takuto Okabe | Spectateurs : 1 682 Arbitrage : Takuto Okabe |

| Match 56                    | Mito HollyHock (2) | 0 - 3   | Thespakusatsu Gunma (2)             | K's Denki Stadium Mito, Mito             |                                          |
| 9 juin 2021 19h00 UTC+09:00 |                    | (0 - 2) | 39e Shin · 44e Takahashi · 71e Omae | Spectateurs : 907 Arbitrage : Reo Tanaka | Spectateurs : 907 Arbitrage : Reo Tanaka |
| 9 juin 2021 19h00 UTC+09:00 | Fukahori 61e       | Rapport |                                     | Spectateurs : 907 Arbitrage : Reo Tanaka | Spectateurs : 907 Arbitrage : Reo Tanaka |

| Match 57                    | Oita Trinita (1)                              | 3 - 2 a. p.           | Honda Lock SC (4)          | Stade d'Oita, Ōita                              |                                                 |
| 9 juin 2021 19h00 UTC+09:00 | Hasegawa 49e · Yuya Takazawa 74e · Inoue 108e | (0 - 0, 2 - 2, 2 - 2) | 80e Tanaka · 85e Suwazono  | Spectateurs : 1 613 Arbitrage : Takao Nishiyama | Spectateurs : 1 613 Arbitrage : Takao Nishiyama |
| 9 juin 2021 19h00 UTC+09:00 | Hasegawa 44e                                  | Rapport               | 35e Makino · 72e Takahashi | Spectateurs : 1 613 Arbitrage : Takao Nishiyama | Spectateurs : 1 613 Arbitrage : Takao Nishiyama |

| Match 58                    | Ventforet Kōfu (2) | 1 - 2   | Fukui United (5)              | Kose Sports Park Stadium, Kōfu                |                                               |
| 9 juin 2021 19h00 UTC+09:00 | Baya 23e           | (1 - 0) | 90+1e Kazawa · 90+5e Kanemura | Spectateurs : 1 381 Arbitrage : Tatsuya Sakai | Spectateurs : 1 381 Arbitrage : Tatsuya Sakai |
| 9 juin 2021 19h00 UTC+09:00 | Rapport            |         |                               | Spectateurs : 1 381 Arbitrage : Tatsuya Sakai | Spectateurs : 1 381 Arbitrage : Tatsuya Sakai |

### Troisième Tour
| Match 59                        | Kawasaki Frontale (1)                   | 1 - 1                 | JEF United Ichihara Chiba (2)                     | Fukuda Denshi Arena, Chiba                     |                                                |
| 21 juillet 2021 18h00 UTC+09:00 | Ienaga 59e                              | (0 - 0, 1 - 1, 1 - 1) | 53e Miki                                          | Spectateurs : 4 553 Arbitrage : Hayato Shimizu | Spectateurs : 4 553 Arbitrage : Hayato Shimizu |
| 21 juillet 2021 18h00 UTC+09:00 | Jesiel 45e                              | Rapport               | 87e Yada ·                                        | Spectateurs : 4 553 Arbitrage : Hayato Shimizu | Spectateurs : 4 553 Arbitrage : Hayato Shimizu |
| 21 juillet 2021 18h00 UTC+09:00 | Chinen · Hasegawa · Kurumaya · Yamamura | Tirs au but 4 - 3     | Sakuragawa · Yada · Iwasaki · Fukumitsu · Kumagai | Spectateurs : 4 553 Arbitrage : Hayato Shimizu | Spectateurs : 4 553 Arbitrage : Hayato Shimizu |

| Match 60                       | Shimizu S-Pulse (1)     | 2 - 1   | Iwate Grulla Morioka (3) | Stade du parc Nihondaira, Shizuoka        |                                           |
| 7 juillet 2021 18h30 UTC+09:00 | Ibusuki 54e · Taki 83e  | (0 - 1) | 38e Kagami               | Spectateurs : 1 976 Arbitrage : Koei Koya | Spectateurs : 1 976 Arbitrage : Koei Koya |
| 7 juillet 2021 18h30 UTC+09:00 | Disaro 86e · Taki 90+2e | Rapport |                          | Spectateurs : 1 976 Arbitrage : Koei Koya | Spectateurs : 1 976 Arbitrage : Koei Koya |

| Match 61                       | Ococias Kyoto AC (5) | 1 - 3   | Verspah Oita (4)         | Stade d'Oita, Ōita                       |                                          |
| 7 juillet 2021 18h00 UTC+09:00 | Ibrahim 62e          | (0 - 2) | 24e 27e Maeda · 59e Tone | Spectateurs : 458 Arbitrage : Reo Tanaka | Spectateurs : 458 Arbitrage : Reo Tanaka |
| 7 juillet 2021 18h00 UTC+09:00 |                      | Rapport | 52e Takahashi            | Spectateurs : 458 Arbitrage : Reo Tanaka | Spectateurs : 458 Arbitrage : Reo Tanaka |

| Match 62                       | Honda FC (4) | 1 - 4   | Júbilo Iwata (2)                       | Stade Yamaha, Iwata                            |                                                |
| 7 juillet 2021 18h30 UTC+09:00 | Suzuki 57e   | (0 - 3) | 2e González · 27e 35e Ogawa · 85e Miki | Spectateurs : 4 794 Arbitrage : Masaaki Iemoto | Spectateurs : 4 794 Arbitrage : Masaaki Iemoto |
| 7 juillet 2021 18h30 UTC+09:00 | Shimizu 54e  | Rapport | 45e Yamamoto                           | Spectateurs : 4 794 Arbitrage : Masaaki Iemoto | Spectateurs : 4 794 Arbitrage : Masaaki Iemoto |

| Match 63                    | Cerezo Osaka (1)            | 3 - 2   | Albirex Niigata (2)       | Nagai Ball Gall Field, Osaka                   |                                                |
| 4 août 2021 19h00 UTC+09:00 | Kiyotake 21e 30e · Kato 67e | (2 - 0) | 66e Hoshi · 90+1e Homma   | Spectateurs : 3 427 Arbitrage : Yudai Yamamoto | Spectateurs : 3 427 Arbitrage : Yudai Yamamoto |
| 4 août 2021 19h00 UTC+09:00 | Nakajima 77e                | Rapport | 29e González · 86e Tagami | Spectateurs : 3 427 Arbitrage : Yudai Yamamoto | Spectateurs : 3 427 Arbitrage : Yudai Yamamoto |

| Match 64                       | Sagan Tosu (1) | 1 - 0   | Avispa Fukuoka (1)             | Stade de Tosu, Tosu                                |                                                    |
| 7 juillet 2021 19h00 UTC+09:00 | Higuchi 90+1e  | (0 - 0) |                                | Spectateurs : 5 303 Arbitrage : Nobutsugu Murakami | Spectateurs : 5 303 Arbitrage : Nobutsugu Murakami |
| 7 juillet 2021 19h00 UTC+09:00 |                | Rapport | 26e Grolli · 26e, 90+8e Juanma | Spectateurs : 5 303 Arbitrage : Nobutsugu Murakami | Spectateurs : 5 303 Arbitrage : Nobutsugu Murakami |

| Match 65                       | Kashima Antlers (1)           | 3 - 0   | Tochigi SC (2)         | Kanseki Stadium Tochigi, Utsunomiya         |                                             |
| 7 juillet 2021 19h00 UTC+09:00 | Everald 80e 90e · Caíke 90+2e | (0 - 0) |                        | Spectateurs : 4 442 Arbitrage : Jumpei Iida | Spectateurs : 4 442 Arbitrage : Jumpei Iida |
| 7 juillet 2021 19h00 UTC+09:00 | Silva 60e · Misao 90+4e       | Rapport | 30e Nishiya · 86e Yano | Spectateurs : 4 442 Arbitrage : Jumpei Iida | Spectateurs : 4 442 Arbitrage : Jumpei Iida |

| Match 66                       | Hokkaido Consadole Sapporo (1) | 1 - 2   | V-Varen Nagasaki (2) | Transcosmos Stadium Nagasaki, Isahaya           |                                                 |
| 7 juillet 2021 18h00 UTC+09:00 | Aoki 64e                       | (0 - 2) | 5e Otake · 7e Uenaka | Spectateurs : 2 565 Arbitrage : Hiroki Kasahara | Spectateurs : 2 565 Arbitrage : Hiroki Kasahara |
| 7 juillet 2021 18h00 UTC+09:00 | Nakamura 36e · Nakashima 71e   | Rapport | 90+7e Takagiwa       | Spectateurs : 2 565 Arbitrage : Hiroki Kasahara | Spectateurs : 2 565 Arbitrage : Hiroki Kasahara |

| Match 67                     | Gamba Osaka (1)                | 2 - 0                 | Matsumoto Yamaga FC (2) | Stade de football de Suita, Suita            |                                              |
| 18 août 2021 19h00 UTC+09:00 | Yanagisawa 95e · Ideguchi 100e | (0 - 0, 0 - 0, 2 - 0) |                         | Spectateurs : 3 123 Arbitrage : Ryo Tanimoto | Spectateurs : 3 123 Arbitrage : Ryo Tanimoto |
| 18 août 2021 19h00 UTC+09:00 | Rapport                        |                       |                         | Spectateurs : 3 123 Arbitrage : Ryo Tanimoto | Spectateurs : 3 123 Arbitrage : Ryo Tanimoto |

| Match 68                       | Vanraure Hachinohe (3)  | 1 - 2 a. p.           | Shonan Bellmare (1)        | Hiratsuka Stadium, Hiratsuka                     |                                                  |
| 7 juillet 2021 19h00 UTC+09:00 | Tsuboi 62e              | (0 - 0, 1 - 1, 1 - 1) | 53e Umesaki · 113e Hiraoka | Spectateurs : 1 452 Arbitrage : Shoichiro Mikami | Spectateurs : 1 452 Arbitrage : Shoichiro Mikami |
| 7 juillet 2021 19h00 UTC+09:00 | Tsuboi 67e · Oka 120+2e | Rapport               | 28e Okamoto                | Spectateurs : 1 452 Arbitrage : Shoichiro Mikami | Spectateurs : 1 452 Arbitrage : Shoichiro Mikami |

| Match 69                       | Kashiwa Reysol (1)       | 1 - 2   | Kyoto Sanga FC (2)     | Hitachi Kashiwa Soccer Stadium, Kashiwa        |                                                |
| 7 juillet 2021 18h00 UTC+09:00 | Toshima 12e              | (1 - 1) | 40e Nakano · 89e Araki | Spectateurs : 1 907 Arbitrage : Tomohiro Inoue | Spectateurs : 1 907 Arbitrage : Tomohiro Inoue |
| 7 juillet 2021 18h00 UTC+09:00 | Raúl 54e · Yamashita 64e | Rapport |                        | Spectateurs : 1 907 Arbitrage : Tomohiro Inoue | Spectateurs : 1 907 Arbitrage : Tomohiro Inoue |

| Match 70                       | Urawa Red Diamonds (1) | 1 - 0   | SC Sagamihara (2)           | Urawa Komaba Stadium, Saitama                     |                                                   |
| 7 juillet 2021 18h00 UTC+09:00 | Junker 87e             | (0 - 0) |                             | Spectateurs : 4 528 Arbitrage : Takafumi Mikuriya | Spectateurs : 4 528 Arbitrage : Takafumi Mikuriya |
| 7 juillet 2021 18h00 UTC+09:00 |                        | Rapport | 79e Kawasaki · 90+4e Shirai | Spectateurs : 4 528 Arbitrage : Takafumi Mikuriya | Spectateurs : 4 528 Arbitrage : Takafumi Mikuriya |

| Match 71                    | Nagoya Grampus (1) | 1 - 0   | Fagiano Okayama (2)     | Stade d'athlétisme de Mizuho, Nagoya         |                                              |
| 2 août 2021 18h00 UTC+09:00 | Nakatani 33e       | (1 - 0) |                         | Spectateurs : 2 001 Arbitrage : Takuto Okabe | Spectateurs : 2 001 Arbitrage : Takuto Okabe |
| 2 août 2021 18h00 UTC+09:00 |                    | Rapport | 41e Uejo · 62e Paulinho | Spectateurs : 2 001 Arbitrage : Takuto Okabe | Spectateurs : 2 001 Arbitrage : Takuto Okabe |

| Match 72                       | Vissel Kobe (1) | 1 - 0   | Tokushima Vortis (1) | Stade du parc Misaki, Kobe                      |                                                 |
| 7 juillet 2021 18h00 UTC+09:00 | Furuhashi 38e   | (1 - 0) |                      | Spectateurs : 2 836 Arbitrage : Hiroyuki Kimura | Spectateurs : 2 836 Arbitrage : Hiroyuki Kimura |
| 7 juillet 2021 18h00 UTC+09:00 | Yamaguchi 83e   | Rapport |                      | Spectateurs : 2 836 Arbitrage : Hiroyuki Kimura | Spectateurs : 2 836 Arbitrage : Hiroyuki Kimura |

| Match 73                       | Université Juntendō       | 2 - 3 a. p.           | Thespakusatsu Gunma (2)               | Shoda Shoyu Stadium Gunma, Maebashi            |                                                |
| 7 juillet 2021 19h00 UTC+09:00 | Shirai 43e · Terayama 81e | (1 - 0, 2 - 2, 2 - 2) | 83e Uchida · 90+4e Omae · 115e Takagi | Spectateurs : 699 Arbitrage : Yuichi Nishimura | Spectateurs : 699 Arbitrage : Yuichi Nishimura |
| 7 juillet 2021 19h00 UTC+09:00 |                           | Rapport               | 109e Uchida                           | Spectateurs : 699 Arbitrage : Yuichi Nishimura | Spectateurs : 699 Arbitrage : Yuichi Nishimura |

| Match 74                       | Oita Trinita (1)           | 2 - 0   | Fukui United (5) | Technoport Fukui Stadium, Sakai                    |                                                    |
| 7 juillet 2021 19h00 UTC+09:00 | Watanabe 8e · Takazawa 29e | (2 - 0) |                  | Spectateurs : 1 421 Arbitrage : Koichiro Fukushima | Spectateurs : 1 421 Arbitrage : Koichiro Fukushima |
| 7 juillet 2021 19h00 UTC+09:00 |                            | Rapport | 75e Okuno        | Spectateurs : 1 421 Arbitrage : Koichiro Fukushima | Spectateurs : 1 421 Arbitrage : Koichiro Fukushima |

### Quatrième Tour
| Match 75                     | Kawasaki Frontale (1)      | 2 - 1   | Shimizu S-Pulse (1)        | Stade du parc Nihondaira, Shizuoka          |                                             |
| 18 août 2021 19h00 UTC+09:00 | Kobayashi 57e · Damião 74e | (0 - 0) | 64e Nakayama               | Spectateurs : 2 795 Arbitrage : Masuya Ueda | Spectateurs : 2 795 Arbitrage : Masuya Ueda |
| 18 août 2021 19h00 UTC+09:00 |                            | Rapport | 35e Miyamoto · 56e Tatsuta | Spectateurs : 2 795 Arbitrage : Masuya Ueda | Spectateurs : 2 795 Arbitrage : Masuya Ueda |

| Match 76                     | Verspah Oita (4) | 0 - 1                 | Júbilo Iwata (2)                          | Stade d'Oita, Ōita                            |                                               |
| 18 août 2021 19h00 UTC+09:00 |                  | (0 - 0, 0 - 0, 0 - 1) | 101e González                             | Spectateurs : 512 Arbitrage : Yoshiro Imamura | Spectateurs : 512 Arbitrage : Yoshiro Imamura |
| 18 août 2021 19h00 UTC+09:00 |                  | Rapport               | 80e Konno · 113e González · 114e Fujiwara | Spectateurs : 512 Arbitrage : Yoshiro Imamura | Spectateurs : 512 Arbitrage : Yoshiro Imamura |

| Match 77                     | Cerezo Osaka (1) | 1 - 0   | Sagan Tosu (1) | Nagai Ball Gall Field, Osaka                    |                                                 |
| 18 août 2021 18h00 UTC+09:00 | Kato 34e         | (1 - 0) |                | Spectateurs : 2 562 Arbitrage : Akihiko Ikeuchi | Spectateurs : 2 562 Arbitrage : Akihiko Ikeuchi |
| 18 août 2021 18h00 UTC+09:00 |                  | Rapport | 64e Hwang      | Spectateurs : 2 562 Arbitrage : Akihiko Ikeuchi | Spectateurs : 2 562 Arbitrage : Akihiko Ikeuchi |

| Match 78                     | Kashima Antlers (1)                    | 3 - 1   | V-Varen Nagasaki (2)     | Transcosmos Stadium Nagasaki, Isahaya          |                                                |
| 18 août 2021 19h00 UTC+09:00 | Caíke 50e · Everaldo 60e · Hayashi 74e | (0 - 1) | 7e Maikuma               | Spectateurs : 3 357 Arbitrage : Yudai Yamamoto | Spectateurs : 3 357 Arbitrage : Yudai Yamamoto |
| 18 août 2021 19h00 UTC+09:00 | Endo 45+2e · Pituca 88e                | Rapport | 42e Takagiwa · 48e César | Spectateurs : 3 357 Arbitrage : Yudai Yamamoto | Spectateurs : 3 357 Arbitrage : Yudai Yamamoto |

| Match 79                          | Gamba Osaka (1)                        | 4 - 1   | Shonan Bellmare (1)         | Stade de football de Suita, Suita         |                                           |
| 22 septembre 2021 18h00 UTC+09:00 | Patric 2e 56e · Silva 26e · Karata 42e | (3 - 0) | 64e Shibata                 | Spectateurs : 2 874 Arbitrage : Koei Koya | Spectateurs : 2 874 Arbitrage : Koei Koya |
| 22 septembre 2021 18h00 UTC+09:00 |                                        | Rapport | 20e Yamada · 81e Wellington | Spectateurs : 2 874 Arbitrage : Koei Koya | Spectateurs : 2 874 Arbitrage : Koei Koya |

| Match 80                     | Kyoto Sanga FC (2)                  | 0 - 1   | Urawa Red Diamonds (1) | Takebishi Stadium Kyoto, Kyoto              |                                             |
| 18 août 2021 18h00 UTC+09:00 |                                     | (0 - 1) | 15e Iwanami            | Spectateurs : 3 416 Arbitrage : Jumpei Lida | Spectateurs : 3 416 Arbitrage : Jumpei Lida |
| 18 août 2021 18h00 UTC+09:00 | Nakano 13e · Nagai 56e · Shirai 83e | Rapport |                        | Spectateurs : 3 416 Arbitrage : Jumpei Lida | Spectateurs : 3 416 Arbitrage : Jumpei Lida |

| Match 81                     | Nagoya Grampus (1) | 1 - 0   | Vissel Kobe (1) | Stade Toyota, Toyota                            |                                                 |
| 18 août 2021 18h00 UTC+09:00 | Świerczok 89e      | (0 - 0) |                 | Spectateurs : 3 453 Arbitrage : Hiroki Kasahara | Spectateurs : 3 453 Arbitrage : Hiroki Kasahara |
| 18 août 2021 18h00 UTC+09:00 | Rapport            |         |                 | Spectateurs : 3 453 Arbitrage : Hiroki Kasahara | Spectateurs : 3 453 Arbitrage : Hiroki Kasahara |

| Match 82                     | Thespakusatsu Gunma (2) | 1 - 2                 | Oita Trinita (1)             | Shoda Shoyu Stadium Gunma, Maebashi            |                                                |
| 18 août 2021 18h00 UTC+09:00 | Shiraishi 13e           | (1 - 1, 1 - 1, 1 - 2) | 18e Watanabe · 96e Kobayashi | Spectateurs : 890 Arbitrage : Futoshi Nakamura | Spectateurs : 890 Arbitrage : Futoshi Nakamura |
| 18 août 2021 18h00 UTC+09:00 |                         | Rapport               | 27e Tone                     | Spectateurs : 890 Arbitrage : Futoshi Nakamura | Spectateurs : 890 Arbitrage : Futoshi Nakamura |

### Quarts de finale
| Match 83                        | Gamba Osaka (1) | 0 - 2   | Urawa Red Diamonds (1)  | Stade de football de Suita, Suita                |                                                  |
| 27 octobre 2021 18h30 UTC+09:00 |                 | (0 - 2) | 10e Junker · 42e Sekine | Spectateurs : 5 553 Arbitrage : Yuichi Nishimura | Spectateurs : 5 553 Arbitrage : Yuichi Nishimura |
| 27 octobre 2021 18h30 UTC+09:00 | Rapport         |         |                         | Spectateurs : 5 553 Arbitrage : Yuichi Nishimura | Spectateurs : 5 553 Arbitrage : Yuichi Nishimura |

| Match 84                        | Nagoya Grampus (1) | 0 - 3   | Cerezo Osaka (1)                          | Stade Toyota, Toyota                            |                                                 |
| 27 octobre 2021 18h00 UTC+09:00 |                    | (0 - 2) | 32e Toriumi · 38e Pagnussat · 62e Taggart | Spectateurs : 5 202 Arbitrage : Hiroki Kasahara | Spectateurs : 5 202 Arbitrage : Hiroki Kasahara |
| 27 octobre 2021 18h00 UTC+09:00 |                    | Rapport | 78e Nishikawa                             | Spectateurs : 5 202 Arbitrage : Hiroki Kasahara | Spectateurs : 5 202 Arbitrage : Hiroki Kasahara |

| Match 85                        | Kawasaki Frontale (1)                    | 3 - 1   | Kashima Antlers (1)                                 | Stade d'athlétisme de Todoroki, Kawasaki           |                                                    |
| 27 octobre 2021 18h00 UTC+09:00 | Marcinho 32e · Hatate 48e · Wakizaka 51e | (1 - 0) | 90e Araki                                           | Spectateurs : 9 776 Arbitrage : Nobutsugu Murakami | Spectateurs : 9 776 Arbitrage : Nobutsugu Murakami |
| 27 octobre 2021 18h00 UTC+09:00 | Ienaga 62e                               | Rapport | 13e Machida · 80e Endo · 90+3e Pituca · 90+6e Misao | Spectateurs : 9 776 Arbitrage : Nobutsugu Murakami | Spectateurs : 9 776 Arbitrage : Nobutsugu Murakami |

| Match 86                        | Júbilo Iwata (2) | 0 - 2   | Oita Trinita (1)              | Stade Ecopa de Shizuoka, Fukuroi            |                                             |
| 27 octobre 2021 19h00 UTC+09:00 |                  | (0 - 0) | 65e Nagasawa · 90+1e Fujimoto | Spectateurs : 3 418 Arbitrage : Jumpei Iida | Spectateurs : 3 418 Arbitrage : Jumpei Iida |
| 27 octobre 2021 19h00 UTC+09:00 |                  | Rapport | 38e Tone · 68e Fujimoto       | Spectateurs : 3 418 Arbitrage : Jumpei Iida | Spectateurs : 3 418 Arbitrage : Jumpei Iida |

### Demi-finales
| Match 87                         | Urawa Red Diamonds (1)   | 2 - 0   | Cerezo Osaka (1) | Stade Saitama 2002, Saitama                      |                                                  |
| 12 décembre 2021 16h00 UTC+09:00 | Ugajin 29e · Koizumi 89e | (1 - 0) |                  | Spectateurs : 30 933 Arbitrage : Yoshiro Imamura | Spectateurs : 30 933 Arbitrage : Yoshiro Imamura |
| 12 décembre 2021 16h00 UTC+09:00 | Ugajin 27e               | Rapport | 70e Kida         | Spectateurs : 30 933 Arbitrage : Yoshiro Imamura | Spectateurs : 30 933 Arbitrage : Yoshiro Imamura |

| Match 88                         | Kawasaki Frontale (1)                                                   | 1 - 1                 | Oita Trinita (1)                                                        | Stade d'athlétisme de Todoroki, Kawasaki       |                                                |
| 12 décembre 2021 14h00 UTC+09:00 | Kobayashi 113e                                                          | (0 - 0, 0 - 0, 0 - 0) | 120+1e Trevisan                                                         | Spectateurs : 17 595 Arbitrage : Hajime Matsuo | Spectateurs : 17 595 Arbitrage : Hajime Matsuo |
| 12 décembre 2021 14h00 UTC+09:00 |                                                                         | Rapport               | 10e Koide ·                                                             | Spectateurs : 17 595 Arbitrage : Hajime Matsuo | Spectateurs : 17 595 Arbitrage : Hajime Matsuo |
| 12 décembre 2021 14h00 UTC+09:00 | Chinen · Yamamura · Kozuka · Tsukagawa · Kobayashi · Taniguchi · Yamane | Tirs au but 4 - 5     | Shimoda · Nagasawa · Matsumoto · Trevisan · Kobayashi · Misao · Machida | Spectateurs : 17 595 Arbitrage : Hajime Matsuo | Spectateurs : 17 595 Arbitrage : Hajime Matsuo |

### Finale
| Match 89                         | Urawa Red Diamonds (1)  | 2 - 1   | Oita Trinita (1)          | Stade olympique national, Tokyo               |                                               |
| 19 décembre 2021 14h00 UTC+09:00 | Esaka 6e · Makino 90+3e | (1 - 0) | 90e Pereira               | Spectateurs : 57 785 Arbitrage : Yusuke Araki | Spectateurs : 57 785 Arbitrage : Yusuke Araki |
| 19 décembre 2021 14h00 UTC+09:00 | Makino 90+5e            | Rapport | 82e Pereira · 90+2e Misao | Spectateurs : 57 785 Arbitrage : Yusuke Araki | Spectateurs : 57 785 Arbitrage : Yusuke Araki |